# 일반 의원 법안
일반 의원 법안(private member's bill)은 행정부를 대신하지 않는 일반 의원이 의회에 제출한 법안이다. "일반 의원 법안"이라는 명칭은 대부분의 웨스트민스터 체제 관할권에서 사용되며, 여기서 "일반 의원"은 내각 구성원(집행관)이 아닌 국회의원(MP)을 의미한다. 다른 의회 체제에서는 해당 개념에 대해 다른 레이블이 사용될 수 있다. 예를 들어, '의원 법안'(member's bill)이라는 레이블은 스코틀랜드 의회와 뉴질랜드 의회에서 사용되고, 일반 상원의원 법안(private senator's bill)이라는 용어는 오스트레일리아 상원에서 사용되고, 공공 법안(public bill)이라는 용어는 캐나다 상원에서 사용된다. 미국 의회와 같이 행정부가 발의권을 갖고 있지 않은 입법부에서는 법안이 항상 입법자들에 의해(또는 때로는 대중 발의에 의해) 제출되기 때문에 이 개념이 발생하지 않는다.
웨스트민스터 체제에서 대부분의 법안은 행정부가 발의한 "정부 법안"이며, 일반 의원의 법안은 예외이다. 그러나 그러한 청구서를 읽는 일정에 어느 정도 시간이 할당되어 있다. 정부를 지지하는 정당(백벤처)의 비부처 의원, 야당 의원, 무소속 또는 중립의원이 제안할 수 있다. 이스라엘 크네세트는 일반 의원 법안을 제정해 온 오랜 역사를 가지고 있다. 이를 통해 통과된 법률 중 약간의 대부분은 일반 의원 법안에서 비롯되었으며, 수천 개가 통과되지 못한 채 제출되었다. 이와 대조적으로 아일랜드 공화국 의회는 일반 의원들의 법안을 거의 통과시키지 못하며, 내각 의원들이 제출한 법안의 수가 압도적으로 많다.
일반 의원 법안은 일반 시민이나 단체에게만 영향을 미치는 법안인 개별사건법률(private bill)과 구별한다.

## 같이 보기
- 개별사건법률
- 법안 제출권